# Campionati sudcoreani di ski cross 2021
I Campionati sudcoreani di ski cross 2021 si sono svolti al Wellihilli Parkipark il 23 febbraio. Il programma ha incluso sia la gara femminile che la gara maschile.
Trattandosi di competizioni valide anche ai fini del punteggio FIS, vi hanno partecipato anche sciatori di altre federazioni, senza che questo consentisse loro di concorrere al titolo nazionale sudcoreano.

## Risultati

### Uomini
| Pos. | Atleta       | Nazione       |
| ---- | ------------ | ------------- |
| 1    | Park Hyun    | Corea del Sud |
| 2    | Pak Jihoon   | Corea del Sud |
| 3    | Ryu Geunho   | Corea del Sud |
| 4    | Kim Tae Yoon | Corea del Sud |

### Donne
| Pos. | Atleta       | Nazione       |
| ---- | ------------ | ------------- |
| 1    | Kang Rine    | Corea del Sud |
| 2    | Kim Ji Young | Corea del Sud |
| 3    | Kang Shinji  | Corea del Sud |